# Chiesa di Santa Maria Maddalena (Corbola)
La chiesa di Santa Maria Maddalena è un edificio religioso sito a Corbola, comune in provincia di Rovigo posto nel Basso Polesine. Amministrativamente parte del vicariato di Adria-Ariano, all'interno della diocesi di Adria-Rovigo, è sede parrocchiale e arcipretale.

## Storia
Edificata tra il 1920 e il 1939 in stile neoromanico su progetto dell'architetto bergamasco Giulio Paleni (1888 – 1960) in sostituzione della precedente della fine del XVII secolo, oramai fatiscente, conserva al suo interno alcune pregevoli opere d'arte a tema religioso, tra le quali una Pietà e una statua di san Francesco, inclusa nell'omonimo altare, databile tra il 1629 e il 1630.
Il campanile, eretto tra il 1870 e il 1872, sorge distante dalla chiesa in posizione avanzata sulla parte destra della piazza, ed è l'unica struttura sopravvissuta del precedente complesso.